# Georgiana Huntly McCrae
Georgiana Huntly McCrae, född 1804, död 1890, var en australiensisk konstnär och dagboksförfattare. 
Hon var utomäktenskaplig dotter till George Gordon, 5:e hertig av Gordon och Jane Graham. Hennes far finansierade hennes utbildning. Hon visade talang inom måleri. Hon deltog i utställningar vid The Royal Academy från 1816. År 1827 bosatte hon sig hos sin biologiska far. Hon målade under några år porträttminiatyrer av kvinnor och barn för pengar. Hon gifte sig 1830 med advokaten Andrew McCrae. Paret fick sex barn. Familjen emigrerade till Australien 1840. Familjen levde nybyggarliv under några år, men misslyckades skapa en framgångsrik farm. 1851 tog hennes man anställning som polis, medan hon levde separerad från honom i Melbourne. Från 1857 deltog hon åter i utställningar med sina målningar. Hon började skriva sina memoarer efter 1864.